# 東南アジア条約機構
東南アジア条約機構（とうなんアジアじょうやくきこう、英語: Southeast Asia Treaty Organization, SEATO）とは、アメリカ、イギリス、フランス、パキスタン、タイ、フィリピン、オーストラリア、ニュージーランドの8ヵ国によって1954年9月8日に結成され1977年6月30日に解散した、西側諸国の反共軍事同盟である。
なお、略称の「SEATO」は、日本では「セアトー」または「シアトー」と読むが、英語圏では主に「シートー」などと読む。

## 背景
太平洋地域では1951年にサンフランシスコ講和条約が締結され、その前後で米比相互防衛条約、旧日米安全保障条約、ANZUS条約が署名され、米国を中心とする同盟システムの原型ができた。しかし、イギリス、特に保守党内はANZUSに参加できなかったことに不満があり、イギリス政府で(1)ANZUSへの参加、(2)イギリス、オーストラリア、ニュージーランド間の地域的軍事取り決め（the Australia,New Zealand and Malaya Region: ANZAM）、(3)英国案の太平洋条約、(4) 5カ国軍事参謀機構（Five Powers Staff Agency: FPSA）が検討されたが、いずれも太平洋地域における中心的機関の構築が必要と考えられていた。
一方、アメリカのトルーマン政権は東南アジア地域について植民地宗主国であるイギリスやフランスが責任を持つべきであるとし、同地域への介入には消極的だった。しかし、1954年3月のインドシナ危機でのフランス軍の危機的な状況がワシントンに報告されると、アイゼンハワー政権はインドシナ問題により積極的に対応するようになった。
1954年3月からのディエンビエンフーの戦いをめぐるインドシナ危機において、アメリカ政府はこの問題に対処するため共同行動や地域グループを提案した。この提案に対し、イギリス政府は当時のイギリス領マラヤやイギリス領香港の防衛を重視しており、マラヤの北方に緩衝地帯を設ける考えのもと、インドシナ地域への地上兵力の投入には反対していた。またイギリス政府は和平のため交渉が行われるジュネーヴ会議を目前にした地域グループ（地域機構）の性急な設立には慎重で、設立するならばジュネーヴ会議を妨げない形での恒常的な集団防衛の地域機構とすることを考えていた。しかし、当初、アイゼンハワー政権はディエンビエンフーの陥落を防ぐための条件付きの軍事行動を共同行動と考えており、その後もジュネーヴ会議でのフランスの立場を強化するための共同グループを想定していた。
フランスからのベトナム独立（独立前は仏印）後、冷戦時代の西側諸国の盟主であったアメリカでは「一つの国が赤化すると、その周辺諸国も赤化する」という所謂「ドミノ理論」が唱えられるようになっていた。

## 成立

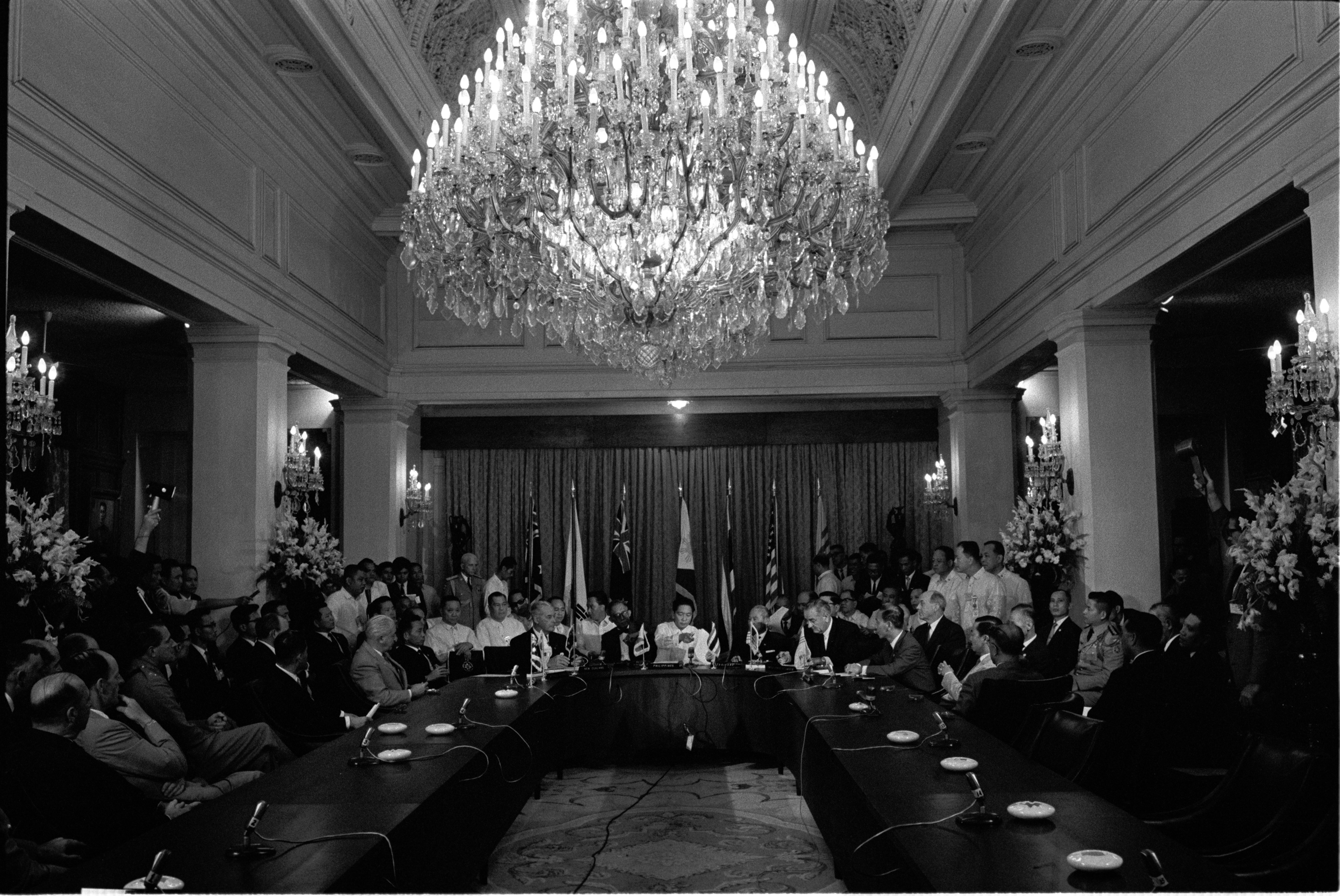
マニラで開催されたSEATO首脳会議

1954年9月8日、東南アジア集団防衛条約（Southeast Asia Collective Defense Treaty、通称マニラ条約）がアメリカ、イギリス、フランス、オーストラリア、ニュージーランド、タイ、フィリピン、パキスタン（分離前のバングラデシュを含む）の8カ国により調印され、東南アジア条約機構（Southeast Asia Treaty Organization: SEATO）に発展した。
イギリスはイギリス領マラヤの防衛を主眼としておりシンガポールに本部を置くよう主張したが、本部はタイの首都・バンコクに設置された。機構の意思決定に関しては加盟国の全会一致の行動原則によっていた。
ただし、北大西洋条約機構（NATO）とは本質的に違いがあり、統合司令組織はなく加盟国の軍隊も統合されなかった。イギリス連邦内では1953年10月のメルボルンでの会談で、オーストラリアとニュージーランドの防衛負担を軽減し、イギリス、オーストラリア、ニュージーランドの3国からなる英連邦極東戦略予備軍の設立が合意され、マニラ条約の調印とともに実施に移された。イギリスはアメリカからの最高司令官の任命と米軍の常駐を期待していた。しかしアイゼンハワー政権では安全保障と財政の両立を図るニュールック（New Look）政策が進められており、インドシナ、台湾海峡、朝鮮半島の3つの地域すべてに軍を駐留させることは困難とされた。設立直前の1954年の8月時点でも米国統合参謀本部（JCS）はSEATOを集団防衛同盟に発展させることには消極的で、ANZUSやSEATO、北東アジアの諸国の軍事力を強化した上での集団防衛同盟を提唱していた。結局、英連邦極東戦略予備軍がSEATOに組み入れられることもなかった。
また、NATOでは同盟国が武力攻撃を受けた場合には即座に集団防衛を発動することになっているが、SEATOでは武力攻撃に対して加盟国は憲法上の手続に従って共通の危険に対処するため行動するとされ（マニラ条約第4条1項）、武力攻撃以外の方法による危険に対しても共同防衛の措置について協議するとされていた（同2項）。
なお、アイゼンハワー政権はインドネシア、ビルマ（現在のミャンマー）、マラヤ連邦（現在のマレーシア及びシンガポールを含む）、南ベトナムへも参加や支持、理解を求めた。このうちインドネシアは1957年の英・マラヤ防衛協定に基づき英軍がマレー半島に駐留してSEATOと結びつくことを警戒していた。一方、マラヤ連邦自身は非同盟・中立諸国との関係からSEATOと結びつけられるような対応を避けていた。南ベトナムについては米国がオブザーバー以上での参加を求めたが、ジュネーヴ協定に署名していたイギリスとフランスは南ベトナムを加盟国とする提案には反対した。結局、南ベトナムは議定書保護対象国にはなったが条約加盟国にはならなかった（南ベトナムは閣僚理事会などにオブザーバー参加した）。

## 解体
東南アジア集団防衛条約付属議定書で適用範囲とされていたラオスでは、1953年にラオス内戦が勃発したが、SEATOは1959年9月に開催した特別理事会で国連の活動を全面的に支援することを表明するなど国連に対応を委ねるにとどまった。1960年末の内戦再燃に米国はSEATOとして介入しようとしたものの、内戦だったため外部からの武力介入への対処という根拠に確証を得ることができず、ブン・ウム政権からの監視団の派遣要請もイギリスやフランスの反対で見送られた。
ラオス内戦の状況にタイ政府は危機感を覚える一方、米国のケネディ政権は東南アジア集団防衛条約（マニラ条約）を適用してインドシナ地域に単独で介入することを検討し始めた。1962年3月、米国がタイの防衛へのコミットメントを確認するラスク・タナット合意が成立したが、東南アジア集団防衛条約（マニラ条約）のもとでの二国間安保協定でありSEATOは完全に形骸化した。同様に米国と南ベトナム政府との間でも二国間で単独介入のための整備が整えられた。SEATOに対しては米国政府内からも批判の声があり、1962年3月に中東やアジアを歴訪したボウルズ無任所大使はケネディ大統領への覚書で、段階的にSEATOを解体して暫定的に安保機能を米国との二国間で肩代わりする政策提言を行っている。
1960年代にはフランスとパキスタンがSEATOと一線を画すようになり、フランスは1965年からSEATO閣僚理事会への参加をオブサーバー参加とした。またパキスタンも積極的な討議への参加を避けるようになった。
1960年代の半ばには議定書保護対象国の南ベトナムでベトナム戦争が勃発した。1964年8月にトンキン湾事件が発生すると、アメリカ議会は東南アジア決議（通称トンキン湾決議）を可決したが、この決議にはSEATOの法的基盤であるマニラ条約に基づいて大統領に武力行使の権限を付与する意味もあった。
ジョンソン政権は国際的及び国内的な政治上の正当性を得るため、1965年5月にロンドンで開催された第10回SEATO閣僚理事会で加盟国に積極的な協力を求めた。しかし、ベトナムなどでの軍事行動にフランスとパキスタンは反対しており全会一致の原則は困難な状況にあった。また第10回SEATO閣僚理事会でアメリカは南ベトナム代表団の公開協議の場での発言の機会を求め、駐英アメリカ大使のブルースは「集団行動」を含む共同声明案を提案したが、主催国のイギリスから反対を受けた。
1967年4月、ワシントンで開催された第12回閣僚理事会では、フランスが会議をボイコットし、パキスタン代表が討議に消極的だったこともあり、イギリスは南ベトナムヘの派兵国5カ国と対峙することになり孤立した。イギリスとってはマレーシア紛争の終結によりインドシナ問題は副次的な重要性しかなくなっており、マレーシア紛争の際にオーストラリアとニュージーランド以外の加盟国から軍事支援を得られなかった不満も残っていた。
1968年1月16日にイギリス首相のウィルソンは1971年に末までにマレーシアやシンガポールを含むスエズ以東から撤退することを発表し、さらに3月31日にはジョンソン米大統領が次期大統領選への不出馬、北爆の停止、ハノイとの外交交渉を提案し、SEATOの存在意義はさらに低下した。その直後の4月2日からウェリントンで閣僚理事会が開催され、イギリス代表団はジョンソン声明後だったためベトナム問題による孤立は避けられたが、他の同盟諸国からの軍事貢献ができなくなる懸念に対して非軍事分野での貢献を表明するにとどまった。
1973年にパキスタンのズルフィカール・アリー・ブットー政権がSEATOから脱退し、翌1974年にフランスが脱退。そして、機構自体も1977年6月30日に解散した。
なお、イギリス、フランスはアメリカとNATOに加盟しており、またアメリカとオーストラリア、ニュージーランドはANZUSに加盟している。
軍事機構としては解散したが、元となった東南アジア集団防衛条約（マニラ条約）は現在でも有効であり、加盟国間の防衛義務は今でも有効であると確認されている。